# Сакоа, Гбахи Гвладис
Гбахи Гвладис Сакоа (фр. Gbahi Gwladys Sakoa; род. 3 декабря 1992) — ивуарийская фехтовальщица-шпажистка. Участница летних Олимпийских игр 2016 года, чемпионка Африки 2017 года, серебряный призёр чемпионата Африки 2016 года, бронзовый призёр чемпионата Африки 2018 года.

## Биография
Гбахи Гвладис Сакоа родилась 3 декабря 1992 года.
Выступает в соревнованиях по фехтованию за французский клуб «Серкль д’Эскрим» из парижского пригорода Ливри-Гарган.
Трижды выигрывала медали чемпионата Африки по фехтованию в личных турнирах шпажисток: в 2016 году в Алжире выиграла серебро, в 2017 году в Каире — золото, в 2018 году в Тунисе — бронзу.
В 2016 году вошла в состав сборной Кот-д’Ивуара на летних Олимпийских играх в Рио-де-Жанейро. В личном турнире шпажисток проиграла в 1/16 финала Сунь Ивэнь из Китая — 11:15.
Сакоа стала первой фехтовальщицей, представлявшей Кот-д’Ивуар на Олимпийских играх.